# Trivellona
Trivellona là một chi ốc biển cỡ nhỏ, là động vật thân mềm chân bụng sống ở biển thuộc họ Triviidae.

## Các loài
Các loài thuộc chi Trivellona bao gồm:
- Trivellona abyssicola (Schepman, 1909)
- Trivellona bealsi Rosenberg & Finley, 2001[2]
- Trivellona bulla Dolin, 2001[3]
- Trivellona catei Grego & Fehse, 2004[4]
- Trivellona conjonctiva Dolin, 2001[5]
- Trivellona dolini Grego & Fehse, 2004[6]
- Trivellona eglantina Dolin, 2001[7]
- Trivellona eos (Roberts, 1913)
- Trivellona excelsa Iredale, 1931
- Trivellona finleyi (Beals, 2001)
- Trivellona galea Dolin, 2001[8]
- Trivellona globulus Grego & Fehse, 2004[9]
- Trivellona kiiensis (Kuroda & Cate in Cate, 1979)
- Trivellona oligopleura Dolin, 2001[10]: đồng nghĩa của Trivellona paucicostata (Schepman, 1909)
- Trivellona opalina (Kuroda & Cate in Cate, 1979)
- Trivellona paucicostata (Schepman, 1909)
- Trivellona sagamiensis (Kuroda & Habe in Kuroda, Habe & Oyama, 1971)
- Trivellona schepmani (Schilder, 1941)
- Trivellona sibogae (Schepman, 1909)
- Trivellona speciosa (Kuroda & Cate in Cate, 1979)
- Trivellona suduirauti (Lorenz, 1996)
- Trivellona syzygia Dolin, 2001[11]
- Trivellona valerieae (Hart, 1996)